# Onboard camera

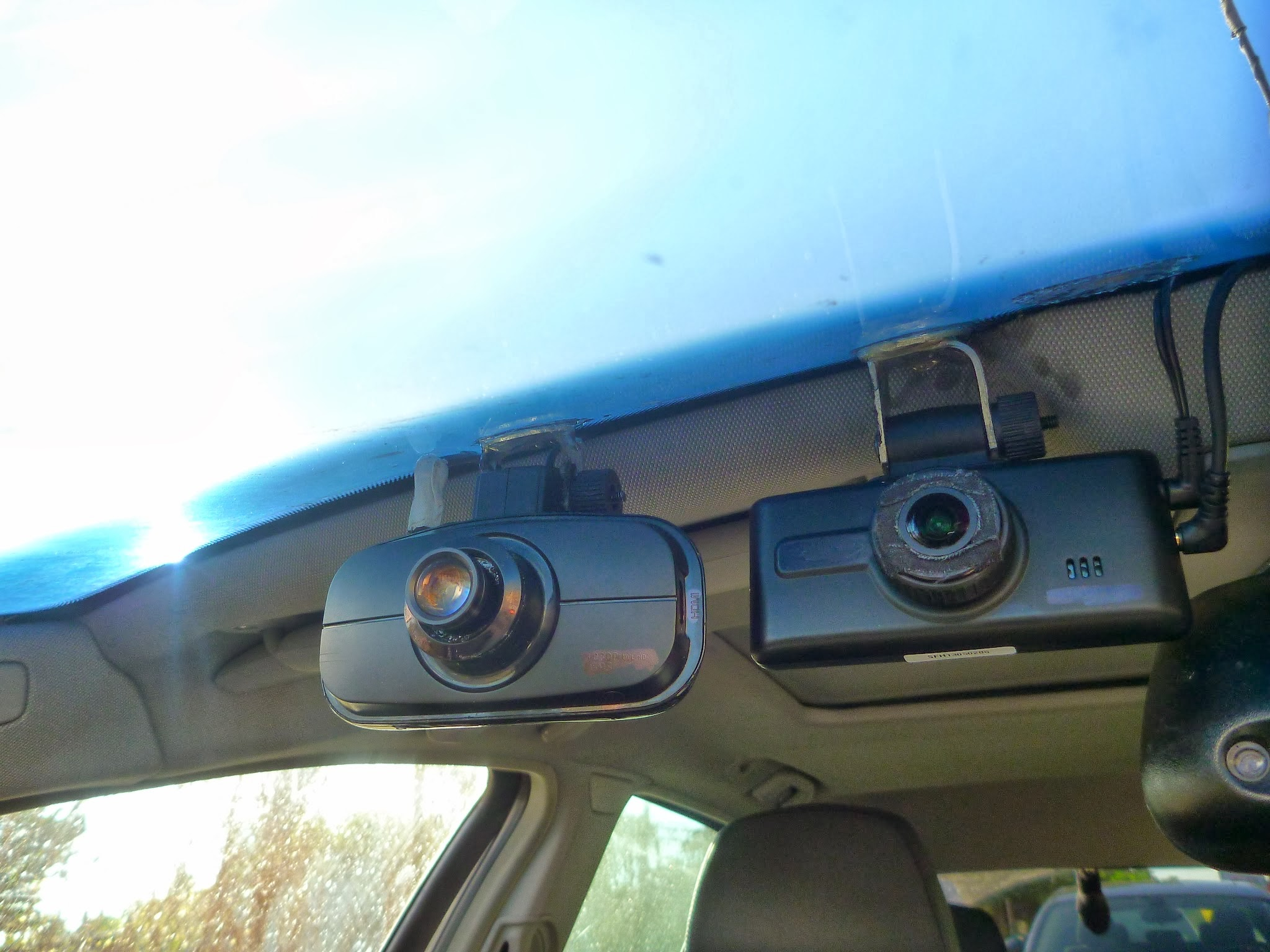
Onboard Càmeres

Una càmera integrada o una càmera integrada al cotxe és una càmera situada sobre un objecte en moviment, com ara un vehicle.
A les carreres de motor, les càmeres a bord s'utilitzen sovint per donar una millor perspectiva des del punt de vista del conductor, mentre que a les pel·lícules, aquestes càmeres estan dissenyades per augmentar la intensitat i l'acció d'una escena específica. Les càmeres integrades s'utilitzaven en pel·lícules com ara les sèries Le Mans i The Fast and the Furious.
Gran part del treball de desenvolupament original que va portar a les càmeres incorporades avui en dia va ser realitzat per Seven Network d'Austràlia, que va introduir la tecnologia a la cursa de resistència Hardie-Ferodo 1000 de 1979 al Mount Panorama.
L'equip de desenvolupament original de Channel Seven, de John Porter i Peter Larsson, es va traslladar als estats i va formar Broadcast Sports Technology Inc. BST va procedir al reclutament d'altres membres del canal Seven, en particular Michael Katzmann..
El públic nord-americà es va introduir per primera vegada a RaceCam a la Daytona 500 de NASCAR el 1979 a la xarxa CBS, i més tard a la Indianapolis 500 de 1983. El BST també es va ramificar a la Copa Amèrica de vela i la vela olímpica a bord.
La primera vegada que es va fer servir una càmera a bord en directe en una cursa de Fórmula 1va ser el Una cursa era al Gran Premi d'Alemanya del 1985, on un va estar unit al Renault de François Hesnault. Anteriorment, les càmeres només s'havien muntat als cotxes de F1 durant les proves, però des de llavors s'han instal·lat cada vegada més càmeres. Des de 1998, tots els cotxes de Fórmula 1 estan equipats amb almenys tres càmeres a bord (normalment més) i formen part integral de la cobertura televisiva.
Igual que amb la cobertura a bord dels EUA, F1 va utilitzar un helicòpter com a satèl·lit local per recollir la transmissió dels cotxes i retransmetre-la al camió/centre de producció local. Això es va traslladar inicialment a un sistema analògic terrestre, amb resultats variables, i més recentment a una solució digital terrestre que ara és la norma. Les càmeres a bord són ja habituals en altres motorsports de primera línia, inclosos el Campionat de Ral·li Mundial i MotoGP.

## Càmeres de control
L'ús de càmeres de quadre de comandament en automòbils va començar amb l'aplicació de la llei als Estats Units als anys vuitanta i noranta; després, a mesura que la tecnologia es va fer més barata, omnipresent en l'ús civil a Rússia com a forma de vigilància, en la mesura que els tribunals russos prefereixen proves en vídeo a testimonis presencials, però també com a guàrdia contra la corrupció policial i el frau a l'assegurança.